# Henri Frei
Henri Frei (5 de junio de 1899, Baar - 14 de enero de 1980) fue un lingüista suizo y orientalista perteneciente a la Escuela de Ginebra.
Coeditor de Cahiers Ferdinand de Saussure 1957 a 1972, es más conocido por su libro La gramática de los errores, que analiza una gran cantidad de textos en francés “popular” (en su mayoría eran cartas escritas por soldados franceses de la Primera Guerra Mundial) de acuerdo a un sistema lingüístico coherente. Él desarrolló la tesis de que tales "fallos se utiliza para prevenir o reparar las deficiencias de un lenguaje correcto".